# Bastione di San Giovanni (Montalcino)
Il Bastione di San Giovanni è una struttura militare situata a Montalcino, in provincia di Siena.

## Storia
La prima struttura fu costruita tra l'autunno 1552 e l'inverno 1553, a seguito dello scoppio della Guerra di Siena, in difesa della troppo vulnerabile fortezza. La costruzione dell'edificio faceva parte delle operazioni di ristrutturazione e rafforzamento delle difese della città di Montalcino, da anni in condizioni pessime, che portarono alla costruzione, anche, di altri due bastioni: quello di San Martino, tra Porta Cerbaia e la Fortezza, e quello di Santa Margherita, in zona, per l'appunto, Santa Margherita. Inutile dire che nell'assedio di Montalcino, iniziato il 27 marzo 1553, il bastione in questione è stato una delle strutture più prese di mira dai nemici: centinaia di palle di cannone volarono, contro il bastione, che rimbalzarono contro i materassi che ricoprivano l'edificio ed, il 26 maggio, fu fatta esplodere anche un'enorme mina che però causò pochi danni alla struttura, grazie agli sfiatatoi costruiti dai montalcinesi. A seguito della caduta della Repubblica di Siena riparata in Montalcino, nel 1559, il bastione fu vistosamente ingrandito, portandolo alle dimensioni attuali.A seguito della perdita della sua funzione, sul bastione fu posto il cimitero di Montalcino, che vi rimase fino ai primi del 900'. La struttura fu completamente ristrutturata, assieme alla fortezza, nel XIX secolo.Il bastione originariamente sulla facciata presentava anche uno sperone, eliminato poi per ampliare la strada lì presente.

## Descrizione
Al bastione si accede dalla fortezza attraverso un'apertura nella cinta muraria di quest'ultima. Esso è fiancheggiato da una strada che conduce a Porta al Cassero, sul lato sinistro, e dallo Stadio comunale di Montalcino, su lato destra. Ha forma esagonale ed è costituito da mattoni in pietra. Sulla facciata, in alto, si trova un enorme stemma mediceo in marmo, con al di sotto un'altra tavola in marmo con delle scritte. All'interno del bastione si trovano molti alberi di leccio, simbolo della città.